# Maria-Ten Hemelopnemingkerk (Beugen)

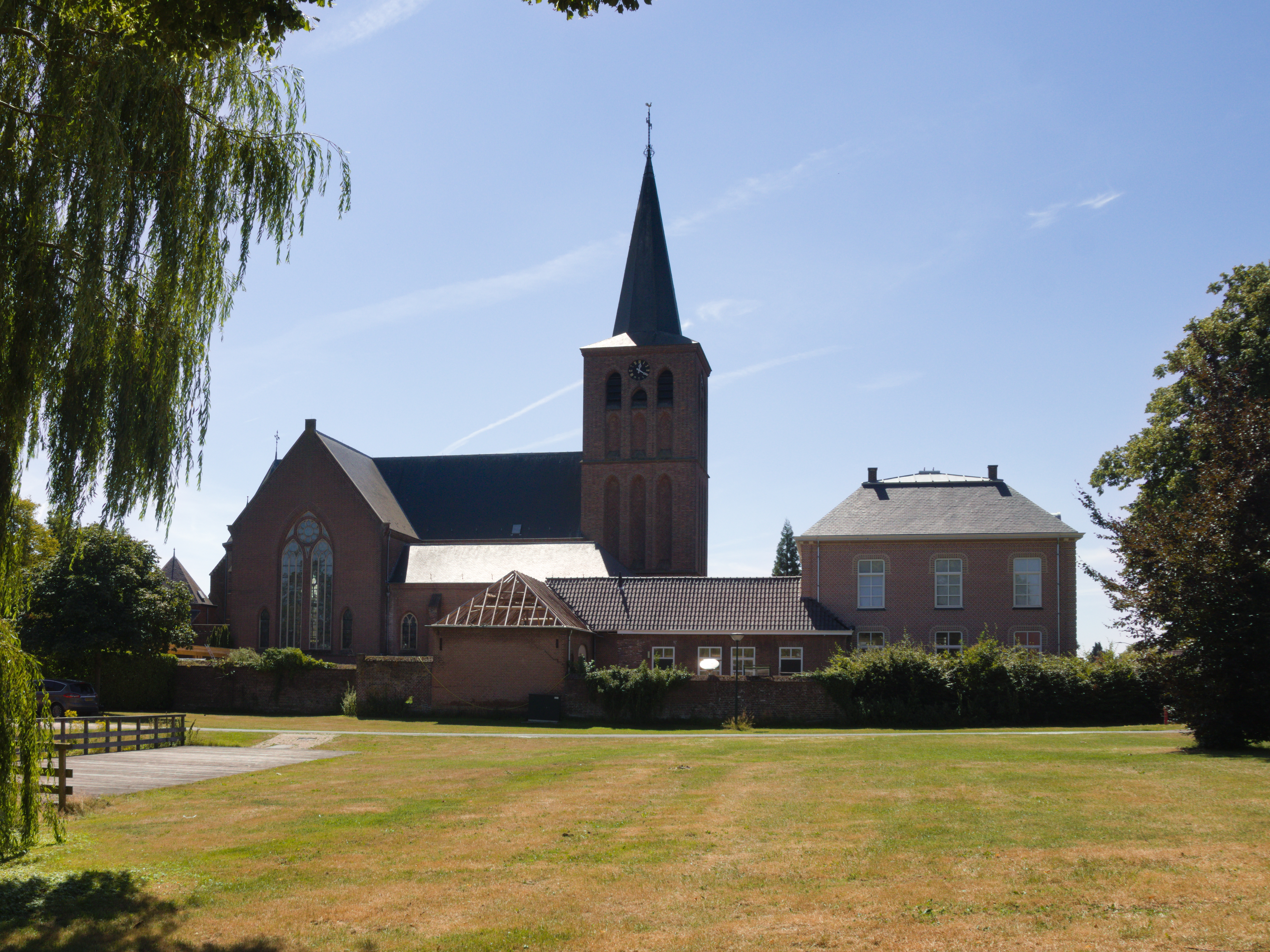
Maria-Ten Hemelopnemingkerk

De Maria-Ten Hemelopnemingkerk is een voormalige parochiekerk in de tot de Noord-Brabantse gemeente Land van Cuijk behorende plaats Beugen, gelegen aan het Kerkplein 3.

## Geschiedenis
Deze kerk stamt uit 1420. In 1892 werd hij ingrijpend verbouwd naar ontwerp van Pierre Cuypers en kreeg aldus een gedeeltelijk neogotische uitstraling. In 1932 werd, naar ontwerp van Hendrik Christiaan van de Leur, een transept toegevoegd en ook werd het koor vergroot door een kooromgang toe te voegen. In 1944 werd de kerktoren opgeblazen en in 1954 werd de kerk hersteld en vergroot onder leiding van Van de Leur. Hierbij werden de zijbeuken verbreed. Ook de toren werd herbouwd. Uiteindelijk bleven enkel de 16e-eeuwse muren van het koor nog over van de oorspronkelijke kerk.
In 2010 fuseerde de parochie met een groot aantal naburige parochies en de kerk wordt bedreigd met sluiting.